# Galaxy (шоколад)
Galaxy — шоколад, выпускаемый и продаваемый компанией Mars с 1960-х годов. Galaxy продаётся в Великобритании, Ирландии, Южной Африке, на Ближнем Востоке, в Марокко, Индии, Пакистане, Австралии, на Мальте, а также в США, Канаде, Мексике и различных странах континентальной Европы под названием Dove.

## Описание
Бренды Galaxy и Dove предлагают широкий ассортимент продукции, включая батончики из молочного шоколада с начинками карамели, печенья, фруктов и орехов, Minstrels, Ripple (молочный шоколад со складчатой или «гофрированной» серединкой из молочного шоколада), Amicelli, Duetto, Promises, Bubbles и Truffle. В других частях света представлены такие родственные бренды, как «Jewels» и «Senzi» на Ближнем Востоке. Бренды Galaxy и Dove также предлагают широкий ассортимент продукции, включая готовое к употреблению шоколадное молоко, горячий шоколад, шоколадные торты, мороженое и многое другое.
Для веганства бренд Galaxy был представлен в 2019 году. В 2023 году объём батончиков Smooth Milk Galaxy весом 110 г, продаваемых в Великобритании, был уменьшен до 100 г без снижения цены. В СМИ это было описано как пример тенденции розничной торговли к «уменьшению объёма» в период более высокой инфляции.

## Вкусы
- Galaxy Bubbles[5][6]
- Honeycomb Crisp[7][8][9]